# Вільям Дампір
Вільям Дампір (англ. William Dampier, 5 вересня 1651, Іст-Кокер, Сомерсет — березень 1715, Лондон) — англійський капер, дослідник та письменник. Він був першим англійцем, що дослідив та склав мапи Нової Голландії і Нової Гвінеї. Він вперше здійснив три навколосвітні подорожі.

## Перша навколосвітня подорож

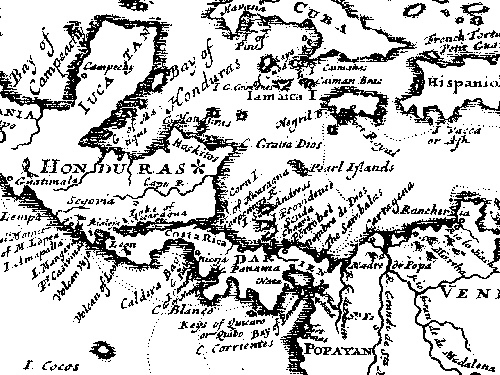
Мапа з книги «Нова подорож навколо світу», опублікованої Дампіром в 1697 році. Зіркою позначений Берег Мискіто, детальний опис населення якого, народу мискіто, здійснив Дампір в 1690—1700 роках. Ці люди, часто змішані з рабами-втікачами, часто утворювали альянси з піратами проти іспанського уряду.

1678 року він почав кар'єру пірата у складі різних груп каперів, що діяли на узбережжі іспанської Центральної Америки, щонайменш двічі відвідуючи затоку Кампече. Протягом цього періоду в 1679 році він узяв участь у переправі через перешийок Дарієн в Панамі та захопленні кількох іспанських кораблів на його тихоокеанському боці. Після чого капери здійснили набіг на узбережжя Перу та повернулися до Карибського моря.
1683 року Дампір відвідав Вірджинію, де познайомився з піратом Джоном Куком. На кораблі Кука Дампір обігнув мис Горн та протягом року грабував тихоокеанське узбережжя від Перу до Нової Іспанії. Ця експедиція зібрала багато каперів та їхніх кораблів, одного часу вона нараховувала десять кораблів. В Новій Іспанії Кук загинув, а на його місце команда обрала його помічника Едварда Девіса. Дампір перейшов на корабель Чарльза Свейна «Сігнет» (Cygnet), та 31 березня 1686 вирушив разом з ним через Тихий океан для нападу на Південну Азію. Решта піратів вирушили до Маніли, Пуло-Кондоре, Китаю та Нової Голландії.
1688 року «Сігнет» сів на мілину біля узбережжя Австралії, біля затоки Кінґ. Поки корабель був у ремонті, Дампір описав флору й фауну цього району. Пізніше цього року він та ще два матроси висадилися на Нікобарських островах. Окремо від піратів він повернувся до Анлгії в 1691 році, без грошей, проте зі своїми записами.

## Експедиція «Реубака»

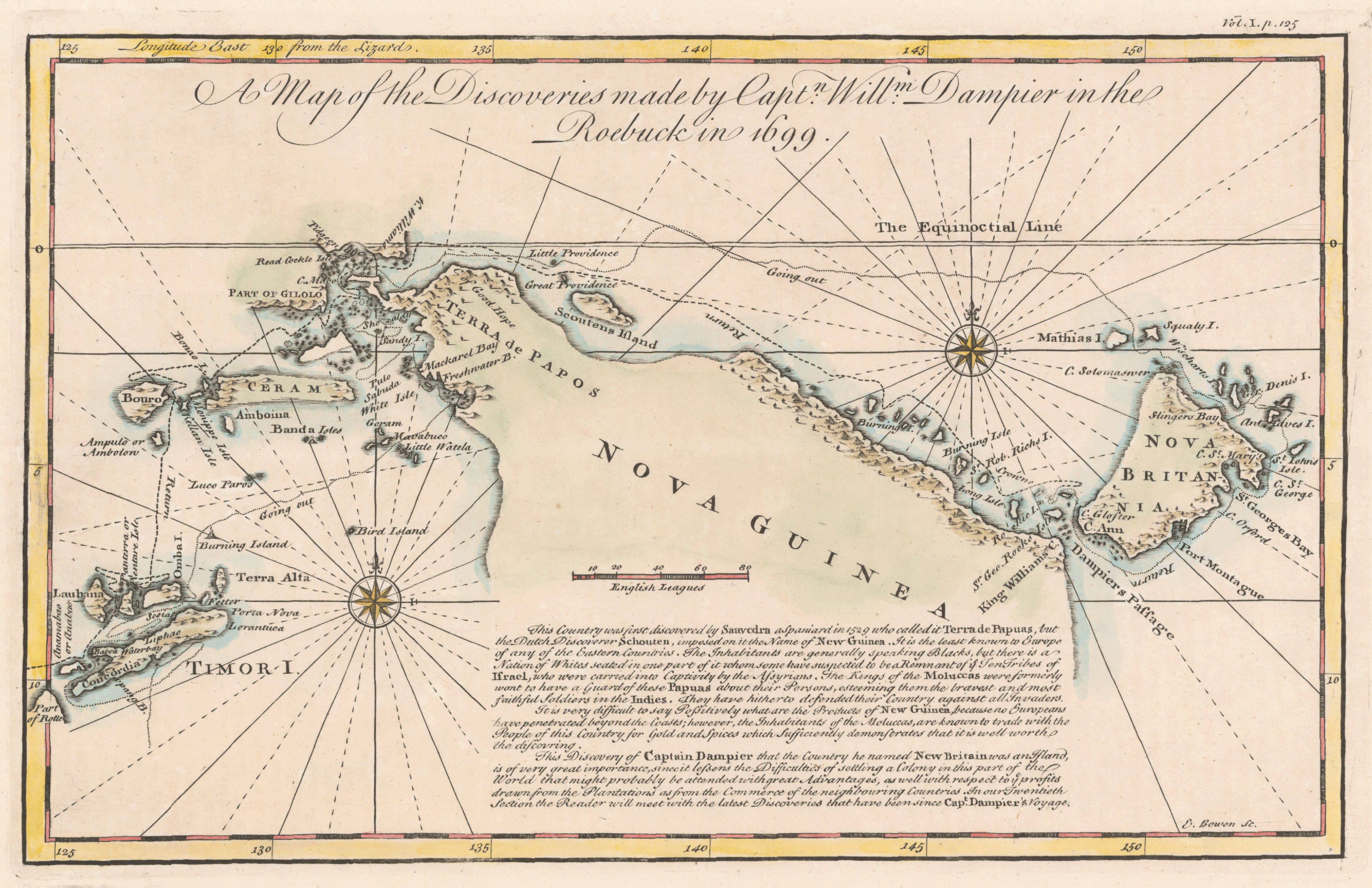
Мапа району, дослідженого командою корабля «Реубак» (Roebuck) в 1699 році

Зібрані записи були опубліковані під назвою «Нова подорож навколо світу» (New Voyage Round the World) в 1697 році та пробудили інтерес Британського Адміралтейства, в результаті в 1699 році Дампіру був довірений корабель «Реубак» (Roebuck — «самець козулі») із завданням дослідження берегів Австралії та Нової Гвінеї.
Експедиція вирушила 14 січня 1699 року тв 26 липня досягла острова Дірк-Гартоґ біля затоки Шарк у Західній Австралії. В пошуках прісної води експедиція вирушила на північ та відкрила архіпелаг Дампір і затоку Реубак, проте потім повернула до острова Тимор. 3 грудня 1699 року Дампір обійшов з півночі Нову Гвінею. Рухаючись на схід він ортсав південно-східне узбережжя островів Новий Гановер, Нова Ірландія і Нова Британія, протоку Дампір між цими островами (зараз Острови Бісмарка) та Нову Гвінею.
На шляху додому, «Реубак» 21 лютого 1701 року потерпів корабельну аварію біля острова Ассенсьйон, і його команда залишалася там до 3 квітня, коли її підібрав корабель «Іст-Індіамен» (East Indiaman), та повернулася до Англії в серпні 1701 року.
Хоча багато документів були втрачені під час аварії, Дампір зберіг багато нових мап та даних гідрографічних досліджень морів навколо Австралії та Нової Гвінеї.
Після повернення Дампір представ перед судом за жорстокість. Зокрема, він висадив з корабля в Бразилії одного з членів команди й запроторив його  у в'язницю. Після повернення до Англії той подав до Адміралтейства скаргу проти Дампіра. В результаті Дампіра було визнано винним, позбавлено звання капітана, а винагороду за плавання утримано як штраф.

## Друга навколосвітня подорож

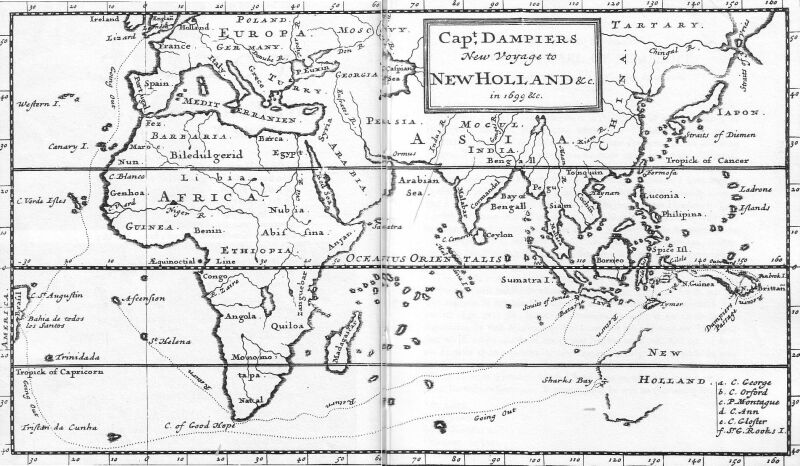
Друга подорож Дампіра до Нової Голландії, 1699

Після експедиції «Реубака» Дампір видав її записи під назвою «Подорож до Нової Голландії» (A Voyage to New Holland) та повернувся до піратства.
Під час Війни за іспанську спадщину в 1701 році він, разом з багатьма іншими піратами, був найнятий на службу британською короною для боротьби проти Франції та Іспанії. Дампір був призначений капітаном 26-гарматного корабля «Сен-Джордж» (St. George) з командою у 120 чоловік. Разом з 16-гарматним галеоном «Сенк Пор» (Cinque Ports), 63 моряки) 30 квітня 1703 року він вирушив у нову експедицію. На шляху вони безуспішно напали на французький корабель, проте захопили чотири невеликих іспанських кораблі.
Ця експедиція стала найбільш відомою через події, пов'язані з її членом Александером Селькірком. Капітан «Сенк Пор» Томас Страдлінґ посварився з Селькірком, одним з офіцерів, якому не подобалися мореходні якості корабля, й висадив його на ненаселеному архіпелазі Хуан-Фернандес біля узбережжя Чилі. Селькірк залишався на острові 4 роки та 4 місяці, до того, як його підібрав Дампір, і став прототипом головного персонажа роману Даніеля Дефо «Робінзон Крузо». Побоювання Селькірка, проте, виправдалися — «Сенк Пор» затонув, а більшість його команди загинула.
Дампір повернувся до Англії в 1707 році, а в 1709 опублікував «Продовження подорожі до Нової Голландії» (A Continuation of a Voyage to New Holland).

## Третя навколосвітня подорож
В 1708 році Дампір взяв участь в експедиції Вудса Роджерса на кораблі «Дьюк» (Duke). Ця подорож підібрала Селькірка 2 лютого 1709 та награбувала здобичі на 200 тис. фунтів. Проте, Дампір помер одразу після повернення до Лондона, до отримання своєї частини.

## Вплив
Дампір мав значний вплив на кілька відоміших людей:
- Його спостереження і аналіз природи допомогли Чарльзу Дарвіну і Александеру фон Гумбольдту у розробці своїх теорій.
- Його інновації в навігації використовувалися та були популяризовані Джеймсом Куком і Гораціо Нельсоном.
- Роман Даніеля Дефо «Робінзон Крузо» був надихнутий історією члена команди Дампіра Александера Селькірка.
- Його доповідь про хлібне дерево привела до неуспішної подорожі Вільяма Блая на кораблі Баунті.
- Оксфордський словник англійської мови цитує його понад тисячу разів у зв'язку з такими словами як «барбекю», «авокадо», «підвид» тощо.
- Його опис Панами допоміг плануванню Схеми Дар'єна, а потім укладенню Союзного договору між Англією і Шотландією та утворенню Великої Британії.
- Його опис флори і фауни Австралії поклав початок дослідженням Джозефа Бенкса, який продовжив їх з Куком. Також ці записки допомогли колонізації Австралії англійцями.

## Значні твори
- «Нова подорож навколо світу» (A New Voyage Round the World, 1697)
- «Подорожі та описи» (Voyages and Descriptions, 1699)
- # «Додатки до подорожі навколо світу» (A Supplement of the Voyage Round the World)
- # «Подорожі до Кампече» (The Campeachy Voyages)
- # «Опис вітрів» (A Discourse of Winds)
- «Подорож до Нової Голландії» (A Voyage to New Holland, Part 1 1703, Part 2 1709)